# Das Herz muß schweigen
Das Herz muß schweigen ist ein deutsches Filmdrama in Schwarzweiß aus dem Jahr 1944. Die Regie führte Gustav Ucicky. Das Drehbuch verfasste Gerhard Menzel. Die Hauptrollen sind mit Paula Wessely, Mathias Wieman, Werner Hinz und Erik Frey besetzt. Der Spielfilm hatte am 19. Dezember 1944 in Wien seine Uraufführung. Er gilt heute als nationalsozialistischer Propagandafilm, der den Kinobesucher insoweit manipulieren sollte, dass es immer von Wert ist, sich zugunsten der Allgemeinheit für eine „gute“ Sache zu opfern.

## Inhalt
In der Silvesternacht 1900 hat sich eine fröhliche Gruppe im Hause des Fotografen Welischer eingefunden. Kaum ist das neue Jahr angebrochen, geht die Gesellschaft nach draußen, um auf der Straße weiterzufeiern. Maximiliane Frey, Welischers Gehilfin, hat sich etwas verspätet. So trifft sie im Treppenhaus auf den neu eingezogenen Arzt Holzgruber, der weiter oben sein Praxisschild mit dem damals unüblichen Vermerk „Röntgen“ anbringen will. Schnell kommen die beiden miteinander ins Gespräch, und Maxi zögert nicht lange, Holzgruber zu fragen, ob er nicht eine Assistentin brauchen könne.
Das Praxis-Team hat einen schweren Stand; denn die neue Röntgen-Methode wird noch von vielen Leuten, selbst von Ärzten, als schädlich angesehen und verdammt. Die Kritiker scheinen Recht zu behalten, als Holzgrubers Hand infolge der Strahlungen verdächtige Schwellungen aufweist und eines Tages sogar amputiert werden muss. Im Bewusstsein der drohenden Gefahr warnt der Arzt immer wieder seine Assistentin; aber genau wie er gibt sie sich weiterhin rücksichtslos der Arbeit hin.
Mit Hilfe der neuen Methode gelingt es Holzgruber, eine verlässliche Diagnose bei der Tochter des verwitweten Freiherrn von Bonin zu stellen, sodass diese vollständig gerettet werden kann. Im Laufe der Zeit hat der Freiherr Maxi lieb gewonnen. Als sie ihn eines Tages auf seinem Gut besucht, bittet er sie, seine Frau zu werden. Nur allzu gerne nähme Maxi das Angebot an; aber inzwischen weiß sie, dass ihr nur noch eine geringe Lebenserwartung beschieden ist. Daher erteilt sie Axel von Bonin eine Absage.
Holzgruber und seine Assistentin opfern sich weiterhin unermüdlich zum Wohle der Kranken auf. Maxi ist dies jedoch nur noch kurze Zeit vergönnt: Eines Tages steht der Arzt am Bett einer Toten. Er weiß, dass ihm in Bälde das gleiche Schicksal beschieden sein wird.

## Ergänzungen
Die Bauten wurden von den Filmarchitekten Otto Niedermoser und Fritz Jüptner-Jonstorff geschaffen. Die Kostüme stammen von Albert Bei und Hill Reihs-Gromes.

## Quelle
- Programm zum Film: Das Neue Film-Programm, erschienen im gleichnamigen Verlag H. Klemmer & Co., Frankfurt am Main, ohne Nummernangabe

## Kritik
Das Lexikon des Internationalen Films zog folgendes Fazit: Ucicky, der während des «Dritten Reiches» ideologisch gefärbte Filme drehte […], inszenierte auch dieses scheinbar unpolitische Edelmutsdrama im Stil der heroischen Ufa-Biografien.